# Dmytro Tymczuk
Dmytro Borysowycz Tymczuk, ukr. Дмитро Борисович Тимчук (ur. 27 czerwca 1972 w Czycie, zm. 19 czerwca 2019 w Kijowie) – ukraiński wojskowy, podpułkownik, dziennikarz, aktywista społeczny i bloger, deputowany VIII kadencji.

## Życiorys
Część dzieciństwa spędził w NRD, gdzie stacjonował oddział jego ojca. W 1995 ukończył dziennikarstwo w Lwowskiej Wyższej Uczelni Wojskowo-Politycznej. Był zawodowym wojskowym, m.in. w latach 1997–2000 pracował w kwaterze Gwardii Narodowej Ukrainy, następnie do 2012 w różnych departamentach Ministerstwa Obrony Narodowej, przechodząc później w stan spoczynku. W 2008 został redaktorem naczelnym internetowej publikacji „Flot-2017”, a także prezesem pozarządowej organizacji Centrum Studiów Wojskowo-Politycznych. We wrześniu 2014 Dmytro Tymczuk wszedł w skład rady wojskowej nowo powołanej partii Front Ludowy, w której objął funkcję koordynatora. W wyborach parlamentarnych w 2014 kandydował z listy krajowej tego ugrupowania, uzyskując mandat posła do Rady Najwyższej.
W 2014 został jednym z założycieli i koordynatorów projektu „Informacijnyj sprotyw”, w ramach którego z innymi byłymi wojskowymi informował o działaniach wojsk rosyjskich, najpierw na anektowanym Krymie, później również w Donbasie. Informacje te były szczególnie wartościowe na początku wojny. Dmytro Tymczuk specjalizował się w analizach operacyjnych, zajmował się informacjami o ruchach wojsk rosyjskich oraz naruszeniach porozumień mińskich, dokumentował mapy z rosyjską bronią wykorzystywaną przez wspieranych przez Rosję separatystów, a także podawał dane rosyjskich generałów i jednostek zaangażowanych w konflikt w Donbasie. Stał się jednym z najpopularniejszych ukraińskich aktywistów internetowych i najczęściej cytowanych publicystów w okresie kryzysu krymskiego i konfliktu we wschodniej Ukrainie. W sierpniu 2014 jego profil na Facebooku obserwowało około 190 tys. osób.
19 czerwca 2019 został znaleziony martwy w swoim mieszkaniu z raną postrzałową głowy. Według wstępnych ustaleń polityk postrzelił się podczas czyszczenia broni, którą otrzymał jako nagrodę. Taką wersję przyczyny śmierci część komentujących zdarzenie podawała w wątpliwość.